# Georgia Bohl
Georgia Bohl, född 11 april 1997, är en australisk simmare.
Bohl tävlade för Australien vid olympiska sommarspelen 2016 i Rio de Janeiro, där hon blev utslagen i försöksheatet på 100 och 200 meter bröstsim.